# Kloster Jeriz Mankanz

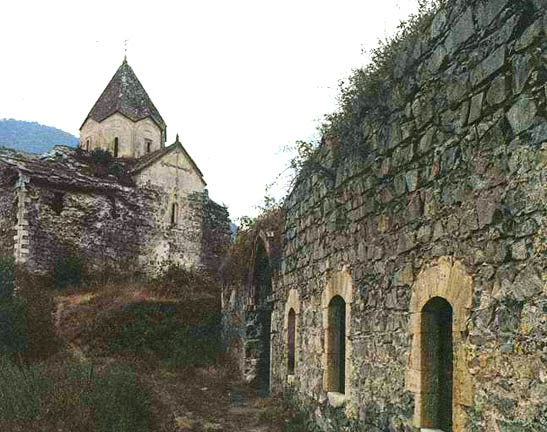
Das Kloster Jeriz Mankanz

Das Kloster Jeriz Mankanz (armenisch Երից Մանկանց Վանք), nach englischer Transkription auch Yerits Mankants, ist ein ehemaliges Kloster der Armenisch-Apostolischen Kirche, das sich de facto in der Provinz Martakert in der Republik Bergkarabach befindet. Von der um 1691 fertiggestellten Anlage sind heute noch drei Gebäude erhalten.

## Lage
Die Anlage ist sehr abgelegen und befindet sich auf einem Gebirgsgrat in dicht bewaldetem Gebiet, nur wenige Kilometer südlich der Waffenstillstandslinie. Durch die Nähe zur Front ist der Zutritt nur mit vorheriger Genehmigung gestattet. Das Kloster ist mit einer Straße mit dem 15 km entfernten Dorf Mataghis verbunden.

## Baubeschreibung
Die armenischen Inschriften auf der Kirche datieren die Anlage auf 1691 und nennen einen gewissen Sargis als Architekt. Manche der Grabsteine (Chatschkare) weisen allerdings auch ältere Datierungen auf. Als Bauherren fungierten die Israeljans, die Fürstenfamilie von Dschraberd, welche von der nur 3 km entfernten gleichnamigen Burg Dschraberd regierten.